# 하쿠라쿠역
하쿠라쿠역(일본어: 白楽駅、はくらくえき 하쿠라쿠에키)은 일본 가나가와현 요코하마시 가나가와구에 있는 도쿄 급행 전철의 역이다. 역 번호는 TY18이다.

## 역사
- 1926년 2월 14일: 영업 개시.
- 1933년 2월: 교상역사의 섬식 승강장으로 개축함.
- 1959년 12월 24일: 상대식 승강장으로 개축함.
- 1965년: 건늠선 철거와 동시에 구내 건널목을 폐지하고 지하도화됨.
- 2002년: 서쪽 출구 신설.

## 역 구조
상대식 승강장 2면 2선의 고가역이으로 곡선 승강장의 형태이다. 승강장의 유효 길이는 20m 차량 8량 편성분이지만, 비상시를 대비하여 20m 10량 편성 열차가 정차하여 다양한 용도 및 비상용 승강장으로 시부야 방향으로 2량분이 연장되어 있다. 연장부는 울타리로 봉쇄하여 통상으로는 모토마치·주카가이 방향에 8량을 사용한다. 교상역사를 가지고 있으며, 두 승강장은 1층에 있고, 2층 개찰구로 오르는 계단과 엘리베이터가 1개씩이 설치되어 있다.
2002년에는 시부야 방면의 승강장에는 롯카쿠바시 방면으로 나오는 서쪽 출구가 설치되었다. 이 때문에, 시부야 방면 승강장을 이용하는 고객이 계단이나 엘리베이터를 사용하고 한번 2층 개찰구에 올라갔다가 다시 아래로 내리지 않고 직접 개찰 내외부를 오갈 수 있게 되었다.

### 승강장
| 번호 | 노선      | 방향 | 행선                                                                                  |
| ---- | --------- | ---- | ------------------------------------------------------------------------------------- |
| 1    | 도요코 선 | 하행 | 요코하마・ 미나토미라이 선 모토마치·주카가이 방면                                     |
| 2    | 도요코 선 | 상행 | 시부야・ 후쿠토신 선 이케부쿠로・ 세이부 선 도코로자와・ 도부 도조 선 가와고에시 방면 |

## 역 주변
- 가나가와 대학 요코하마 캠퍼스
- 하쿠라쿠 상가
- 롯카쿠바시 상가
- 요코하마 롯카쿠바시 우체국
- 이온 마트 하쿠라쿠 롯카쿠바시점 (2016년 9월 오픈)
- 가나가와 현 경찰 교통 안전 센터
- 세이신 여자 고등학교
- 시노하라 정원
- 시로하타이케 공원
- 시노하라다이 청년의 집
- 요코하마 시노하라다이 우체국
- 부소 중・고등학교

## 인접역
| 도쿄 급행 전철 도요코 선 | 도쿄 급행 전철 도요코 선 | 도쿄 급행 전철 도요코 선           |
| ------------------------ | ------------------------ | ---------------------------------- |
| TY 17 묘렌지 시부야 방면 | ■ 각역정차               | 히가시하쿠라쿠 TY 19 요코하마 방면 |